# 조종춘
조종춘(趙鍾春, 일본식 이름: 白川元藏시라카와 겐조, 1896년 2월 6일 ~ 1955년 3월 5일)은 일제강점기의 경찰 겸 관료로, 원적지는 경기도 김포군 고촌면이다.
경성법학전문학교를 졸업하고 1919년 경찰에 임용되어 1937년 2월 20일까지 18년간 경찰로 근무하였다. 1937년부터 1942년 고양군수, 1942년부터는 수원군수, 1943년 9월 30일 조선총독부 도사무관과 강원도 산업부장, 1943년 12월 1일 강원도 광공부장을 거쳐 1945년에는 강원도청 참여관 겸 광공부장, 내무부장, 도사무관직을 겸직하였다. 일본 패망 직후 1945년 9월 미 군정 주둔 때까지 강원도 부지사를 맡아보았다. 아호는 송재(松齋), 창씨명은 시라카와 간조(白川元藏)이다.

## 생애
1916년 3월 경성전수학교를 졸업했으며 1919년 8월 20일 충청남도 대전경찰서 경부로 임명되었다. 충청남도 경찰부 직속 도경부(1920년 ~ 1921년)와 충청남도 경찰부 경무과 경부(1922년 ~ 1926년), 충청남도 경찰부 보안과 경부(1927년 ~ 1929년)로 근무했고 1928년 11월 16일 일본 정부로부터 쇼와 대례 기념장을 받았다.
1930년 1월 28일 평안남도 경찰부 보안과 경시로 임명되었고 1930년 5월부터 1934년까지 평안남도 경찰부 보안과장을 역임했다. 평안남도 경찰부 보안과장으로 재직 중이던 1931년에 일어난 만주사변 때 조선군사령부의 군용 자동차 징발과 운전수 징집에 협조하는 한편 사찰 및 경계, 경비 업무를 수행하는 등 만주 사변에 적극 협력했다. 1934년 4월 29일 만주 사변에 협력한 공로를 인정받아 일본 정부로부터 은사금을 받았다.
1934년 11월 27일부터 1937년 2월 19일까지 경기도 경찰부 보안과 경시와 보안과장을 역임했고 1937년 2월 1일 일본 정부로부터 훈6등 서보장을 받았다. 1937년 2월 20일부터 1942년 6월 2일까지 경기도 고양군수를 역임하는 동안 동원소집과 징발 관련 업무, 군용 물자 조달과 공출, 국방사상 보급 및 선전, 국방헌금 모집 등의 업무를 수행하여 중일 전쟁에 적극 협력했다. 1940년 4월 29일 중일 전쟁에 협력한 공로를 인정받아 일본 정부로부터 훈6등 단광욱일장을 받았고 1942년 3월 10일 훈5등 서보장을 받았다.
1942년 6월 3일 경기도 수원군수로 임명되었고 1943년 9월 30일 조선총독부 도사무관과 강원도 산업부장, 1943년 12월 1일 강원도 광공부장으로 임명되었다. 1943년 11월 1일 일본 정부로부터 종5위에 서위되었으며 1944년 6월 10일부터 1945년 광복 때까지 조선총독부 강원도 참여관 겸 도사무관, 강원도 광공부장을 역임했다.
친일파 708인 명단의 경시 부문, 조선총독부 사무관 부문, 도 참여관 부문, 민족문제연구소의 친일인명사전 수록자 명단의 관료 부문, 경찰 부문, 친일반민족행위진상규명위원회가 발표한 친일반민족행위 705인 명단에 포함되었다.

## 참고자료
- 친일반민족행위진상규명위원회 (2009). 〈조종춘〉. 《친일반민족행위진상규명 보고서 Ⅳ-17》. 서울. 139~146쪽.